# Antarctic Adventure
Antarctic Adventure (けっきょく南極大冒険 Kekkyoku Nankyoku Daibōken) é um jogo eletrônico produzido pela Konami em 1983. Originalmente foi lançado para MSX no Japão e mais tarde para o ColecoVision, NES, Gameboy e Game Boy Color.[carece de fontes?] Trata-se de um jogo de corrida protagonizado por um pinguim, mais tarde chamado Penta, correndo entre estações de pesquisa na Antártica.
O jogo teve a primeira presença do Hideo Kojima como diretor assistente.

## Legado
Antarctic Adventure foi seguido por uma sequência para o computador MSX em 1986, intitulada Penguin Adventure. Além disso, o personagem pinguim Penta e seu filho Pentarou se tornaram um mascote da Konami na década de 1980. Eles fizeram aparições em mais de dez jogos. De particular interesse são suas aparições na série Parodius de jogos shoot 'em up.